# Bounce Tour
Il Bounce Tour è stato un tour musicale della rock band statunitense dei Bon Jovi, intrapreso durante il 2002 e il 2003 per promuovere l'ottavo album in studio del gruppo Bounce.

## Band d'apertura
Nella prima leg americana come gruppo di supporto furono scelti i Goo Goo Dolls, che aprirono anche le date americane estive insieme a Sheryl Crow. Per la leg europea invece furono scelti i Live.

## Bon Jovi
- Jon Bon Jovi - voce, chitarra
- Richie Sambora - chitarra, cori
- David Bryan - tastiere, cori
- Tico Torres - batteria

## Musicisti aggiuntivi
- Hugh McDonald - basso, cori

## Date

### Leg 1: Australia
- 08.12.2002  - Docklands Stadium, Melbourne
- 11.12.2002  - Lang Park, Brisbane
- 14.12.2002  - Stadium Australia, Sidney

### Leg 2: Giappone
- 08.01.2003  - Sapporo Dome, Sapporo, Giappone
- 11.01.2003  - Osaka Dome, Osaka, Giappone
- 12.01.2003  - Osaka Dome, Osaka, Giappone
- 14.01.2003  - Fukuoka Dome, Fukuoka, Giappone
- 16.01.2003  - Tokyo Dome, Tokyo, Giappone
- 17.01.2003  - Tokyo Dome, Tokyo, Giappone
- 19.01.2003  - Yokohama Arena, Yokohama, Giappone
- 21.01.2003  - Nagoya Dome, Nagoya, Giappone

### Leg 3: Nord America
- 08.02.2003  - Bryce Jordan Center, University Park, PA, Stati Uniti d'America
- 10.02.2003  - Continental Airlines Arena, East Rutherford, NJ, Stati Uniti d'America
- 11.02.2003  - Continental Airlines Arena, East Rutherford, NJ, Stati Uniti d'America
- 13.02.2003  - Philips Arena, Atlanta, GA, Stati Uniti d'America
- 14.02.2003  - Gaylord Entertainment Center, Nashville, TN, Stati Uniti d'America
- 16.02.2003  - Nationwide Arena, Columbus, OH, Stati Uniti d'America
- 18.02.2003  - The Palace of Auburn Hills, Detroit, MI, Stati Uniti d'America
- 20.02.2003  - Air Canada Centre, Toronto, ON, Canada
- 21.02.2003  - Bell Centre, Montreal, QB, Canada
- 23.02.2003  - Boardwalk Hall, Atlantic City, NJ, Stati Uniti d'America
- 25.02.2003  - Xcel Energy Center, St. Paul, MN, Stati Uniti d'America
- 27.02.2003  - Bradley Center, Milwaukee, WI, Stati Uniti d'America
- 01.03.2003  - United Center, Chicago, IL, Stati Uniti d'America
- 03.03.2003  - Pepsi Arena, Albany, NY, Stati Uniti d'America
- 04.03.2003  - FleetCenter, Boston, MA, Stati Uniti d'America
- 06.03.2003  - Mohegan Sun Arena, Uncasville, CT, Stati Uniti d'America
- 07.03.2003  - First Union Center, Philadelphia, PA, Stati Uniti d'America
- 09.03.2003  - MCI Center, Washington, DC, Stati Uniti d'America
- 12.03.2003  - Houston Rodeo, Reliant Stadium, Houston, TX, Stati Uniti d'America
- 14.03.2003  - Office Depot Center, Fort Lauderdale, FL, Stati Uniti d'America
- 15.03.2003  - St. Pete Times Forum, Tampa, FL, Stati Uniti d'America
- 19.03.2003  - American Airlines Center, Dallas, TX, Stati Uniti d'America
- 21.03.2003  - RBC Center, Raleigh, NC, Stati Uniti d'America
- 22.03.2003  - Charlotte Coliseum, Charlotte, NC, Stati Uniti d'America
- 24.03.2003  - Mellon Arena, Pittsburgh, PA, Stati Uniti d'America
- 27.03.2003  - HSBC Arena, Buffalo, NY, Stati Uniti d'America
- 29.03.2003  - Kohl Center, Madison, WI, Stati Uniti d'America
- 31.03.2003  - Gund Arena, Cleveland, OH, Stati Uniti d'America
- 03.04.2003  - Pepsi Center, Denver, CO, Stati Uniti d'America
- 05.04.2003  - Delta Center, Salt Lake City, UT, Stati Uniti d'America
- 07.04.2003  - America West Arena, Phoenix, AZ, Stati Uniti d'America
- 09.04.2003  - Staples Center, Los Angeles, CA, Stati Uniti d'America
- 10.04.2003  - Arrowhead Pond, Anaheim, CA, Stati Uniti d'America
- 12.04.2003  - HP Pavilion, San Jose, CA, Stati Uniti d'America
- 14.04.2003  - Rose Garden Arena, Portland, OR, Stati Uniti d'America
- 15.04.2003  - Key Arena, Seattle, WA, Stati Uniti d'America
- 17.04.2003  - ARCO Arena, Sacramento, CA, Stati Uniti d'America
- 19.04.2003  - Mandalay Bay Resort and Casino, Las Vegas, NV, Stati Uniti d'America

### Leg 4: Europa
- 20.05.2003  - Palau Sant Jordi, Barcellona, Spagna
- 22.05.2003  - Estadio La Comunidad, Madrid, Spagna
- 25.05.2003  - Steigerwaldstadion, Erfurt, Germania
- 28.05.2003  - Ernst Happel Stadion, Vienna, Austria
- 30.05.2003  - Arena Auf Schalke, Gelsenkirchen, Germania
- 01.06.2003  - Mainmarkplatz, Mannheim, Germania
- 03.06.2003  - Amsterdam ArenA, Amsterdam, Paesi Bassi
- 06.06.2003  - Weserstadion, Brema, Germania
- 08.06.2003  - Hippodrome, Ostend, Belgio
- 11.06.2003  - Letzigrund Stadion, Zurigo, Svizzera
- 13.06.2003  - Olympiastadion, Monaco di Baviera, Germania
- 14.06.2003  - Heineken Jammin' Festival, Autodromo Enzo e Dino Ferrari, Imola, Italia
- 17.06.2003  - Ostseehalle, Kiel, Germania
- 20.06.2003  - Landsdowne Road, Dublino, Irlanda
- 22.06.2003  - Ibrox Stadium, Glasgow, Scozia
- 24.06.2003  - Molineux Stadium, Wolverhampton, Inghilterra
- 26.06.2003  - Old Trafford, Manchester, Inghilterra
- 28.06.2003  - Hyde Park, Londra, Inghilterra

### Leg 5: Nord America
- 11.07.2003  - Tweeter Center Chicago, Tinley Park, IL, Stati Uniti d'America
- 12.07.2003  - Alpine Valley Music Theatre, East Troy, WI, Stati Uniti d'America
- 15.07.2003  - Target Center, Minneapolis, MN, Stati Uniti d'America
- 17.07.2003  - Molson Amphitheatre, Toronto, ON, Canada
- 19.07.2003  - Comerica Park, Detroit, MI, Stati Uniti d'America
- 22.07.2003  - Gillette Stadium, Foxborough, MA, Stati Uniti d'America
- 24.07.2003  - Post-Gazette Pavilion, Pittsburgh, PA, Stati Uniti d'America
- 26.07.2003  - Veterans Stadium, Philadelphia, PA, Stati Uniti d'America
- 27.07.2003  - Nissan Pavilion, Bristow, VA, Stati Uniti d'America
- 29.07.2003  - Germain Amphitheater, Columbus, OH, Stati Uniti d'America
- 30.07.2003  - Verizon Wireless Music Center, Noblesville, IN, Stati Uniti d'America
- 01.08.2003  - Riverbend Music Center, Cincinnati, OH, Stati Uniti d'America
- 03.08.2003  - Saratoga Performing Arts Center, Saratoga Springs, NY, Stati Uniti d'America
- 04.08.2003  - The Meadows, Hartford, CT, Stati Uniti d'America
- 07.08.2003  - Giants Stadium, East Rutherford, NJ, Stati Uniti d'America
- 08.08.2003  - Giants Stadium, East Rutherford, NJ, Stati Uniti d'America